# Ernodes saltans
Ernodes saltans är en nattsländeart som beskrevs av Martynov 1913. Ernodes saltans ingår i släktet Ernodes och familjen sandrörsnattsländor. Inga underarter finns listade i Catalogue of Life.